# چای نت
چای نت یک مجموعه تلویزیونی با موضوع سواد رسانه‌ای و فضای مجازی به تهیه کنندگی  امیرحسین طالبی کاشانی و کارگردانی آرش تیمور نژاد است که در سال ۱۳۹۹ از شبکه پنج سیما پخش شد

## بازیگران اصلی
- غلامرضا نیکخواه
- عباس محبوب
- یوسف صیادی
- فاطمه هاشمی
- اشکان اشتیاق
- بیتا خردمند

## بازیگران مهمان
- ساعد هدایتی
- سینا رازانی
- سامان گلریز
- نسیم باقریان
- مرجان علیزاده نیا
- یاسمن قلی زاده
- مجید معافی
- ژیار محمد زاده